# Petter Jørgensen
Petter Jørgensen es un deportista noruego que compitió en triatlón. Ganó una medalla de bronce en el Campeonato Mundial de Triatlón de Invierno de 2004.

## Palmarés internacional
| Campeonato Mundial | Campeonato Mundial | Campeonato Mundial | Campeonato Mundial |
| Año                | Lugar              | Medalla            | Prueba             |
| ------------------ | ------------------ | ------------------ | ------------------ |
| 2004               | Wildhaus (Suiza)   | Medalla de bronce  | Individual         |